# Quetzaltenango
Quetzaltenango je druhé nejvýznamnější guatemalské město. Je správním střediskem stejnojmenného departementu Quetzaltenango, zároveň je ekonomickým, kulturním, obchodním i vzdělanostním centrem západní části Guatemaly. Nachází se v pohoří guatemalské vysočiny, zhruba 110 kilometrů západně od Ciudad de Guatemala a 35 km od jezera Atitlán. V jeho metropolitní oblasti žije na 300 000 obyvatel.

## Historie
V předhispánském období patřilo území okolo města do májského kulturního prostoru. Během španělské koloniální nadvlády bylo město součástí generálního kapitanátu Guatemala, následně pak Středoamerické federativní republiky. Mezi roky 1838 – 1840 bylo hlavním městem státu Los Altos, jednoho z 6 států federace. Roku 1840 bylo včleněno do již samostatné Guatemaly. V 19. století město zbohatlo na pěstování kávy. Okázalá architektura z tohoto období (tzv. Belle Époque) se zachovala v podstatné míře do současnosti.

## Fotogalerie

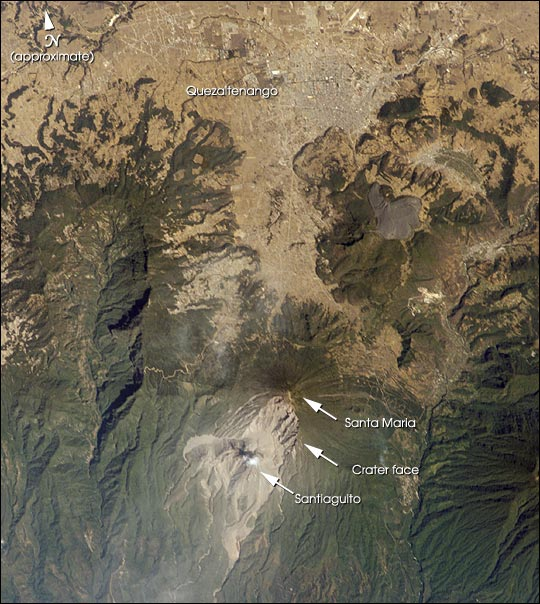
Satelitní snímek města
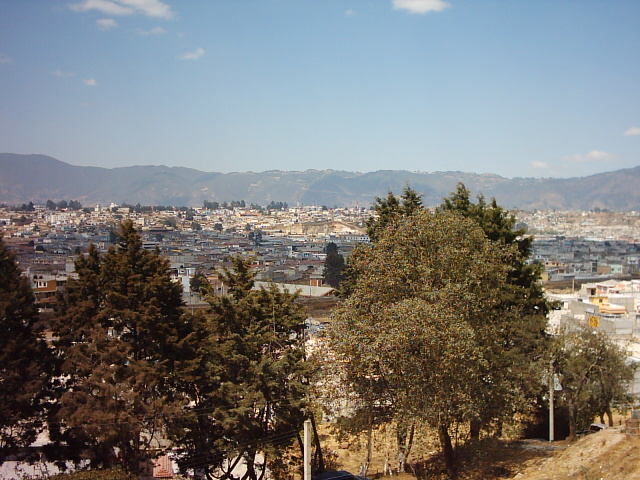
Pohled na město
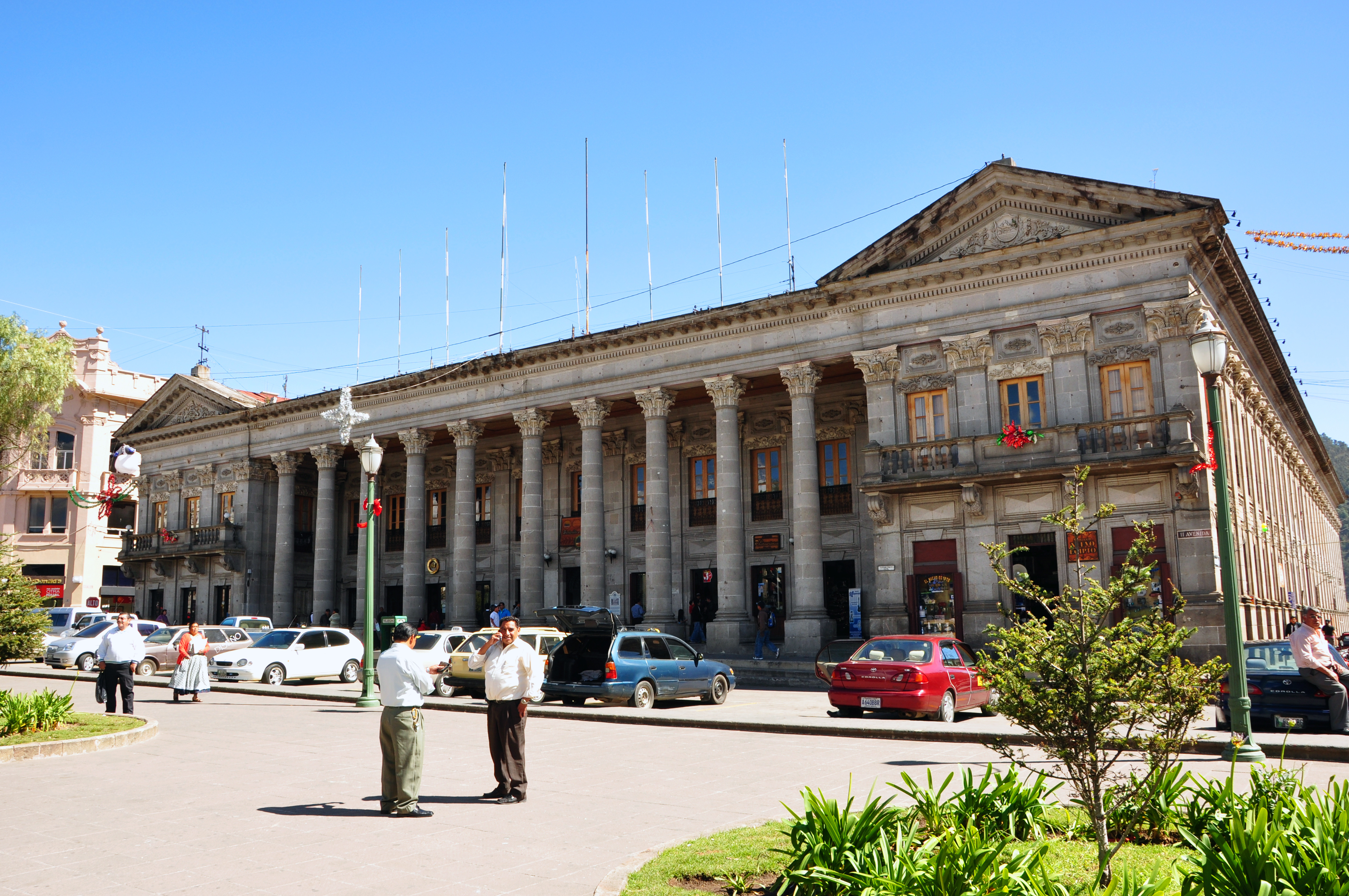
Městský palác